# Altaj (Mongolië)
Altaj is een stad in Mongolië en is de hoofdplaats van de provincie Govĭ-Altaj.
De stad Altaj is het bestuurlijk centrum van de provincie.
Altaj ligt ongeveer 1000 km ten zuidwesten van de Mongoolse hoofdstad Ulaanbaatar. De oppervlakte beslaat 51 km² en ze ligt op een hoogte van 2200 m. In 2017 waren er 17.617 inwoners. Het is de hoogst gelegen stad in Mongolië en in grootte de 20e stad van het land.

## Transport
De luchthaven van Altaj heeft één onverharde start-en landingsbaan. Vanaf hier zijn er lijnvluchten op Arvajheer en Ulaanbaatar.

## Monumenten en gebouwen
Het centrale plein van de stad Altai is vernoemd naar de Mongoolse held Jankeriv, die stierf tijdens een van de Mongoolse invasies van Japan door de Gouden Horde. Op het plein staat een standbeeld van hem. Een ander monument op het Janichivsplein is van de Mongoolse songwriter die de soundtrack "Altai Altai" voor het Altajgebergte schreef. Het standbeeld gewijd aan het Altajgebergte is het tweede standbeeld voor dit lied in Mongolië.
Het gebouw van het "Altaj"-theater is wat betreft architectuur uniek in de provincie Govi-Altaj.
Het Centrum voor Cultureel Onderzoek beschikt over documentatie betreffende de geschiedenis, tradities, bevolking, manier van leven en beroemdheden, en de geologische structuren en minerale hulpbronnen.

## Klimaat
De hoge ligging zorgt voor vrij lage temperaturen in vergelijking tot de Mongoolse steppen. Het gemiddeld maximum overdag in de maand juli bedraagt 19,7°C; in januari is het overdag -10°C en het nachtelijk minimum in januari ligt rond de -24,5°C. De zon schijnt omstreeks 3000 uur per jaar en de neerslag is gemiddeld 178 mm, deze valt voornamelijk in de zomer. Daarmee heeft deze stad volgens de droogte-index de kenmerken van een koud steppeklimaat, code BSk.